# Дідубійська церква Богоматері
Дідубійська церква Богоматері (груз. დიდუბის ღვთისმშობლის ეკლესია) збудована у XII столітті на замовлення грузинського царя Георгія III в честь народження дочки Тамари. В сучасності розташована на проспекті Церетелі. 1189 року в цій церкві цариця Тамара обвінчалася з Давидом Сосланом.
1760 року церква була пошкоджена під час нападу лезгинів. 1795 року зруйнована під час нападу сил Ага Мохаммеда Хана Каджара. Протягом 1880—1884 років відновлена стараннями священика Петра Імнадзе, протоієрея Бесаріона Зендгінідзе та мецената Гіоргі Картвелішвілі. Розташована поруч Дідубійського пантеону.
Згідно з переказами, на місці сучасної церкви було пасовище. Якось віруючому пастухові приснився ангел, котрий повідомив, що на Дідубійському полі знаходиться ікона Богоматері та порадив іти до неї і помолитися, тоді станеться чудо. Пастух розповів про сон, і всі вирішили піти на поле, однак не взяли одного сліпого діда, котрий сподівався, що Бог йому допоможе. Проте сліпий не втрачав надії та молився і Діва Марія його вилікувала. Після цього чуда чимало людей приїздили до Грузії й молилися в Дідубе, церкву збудували на місці знайдення чудотворної ікони.

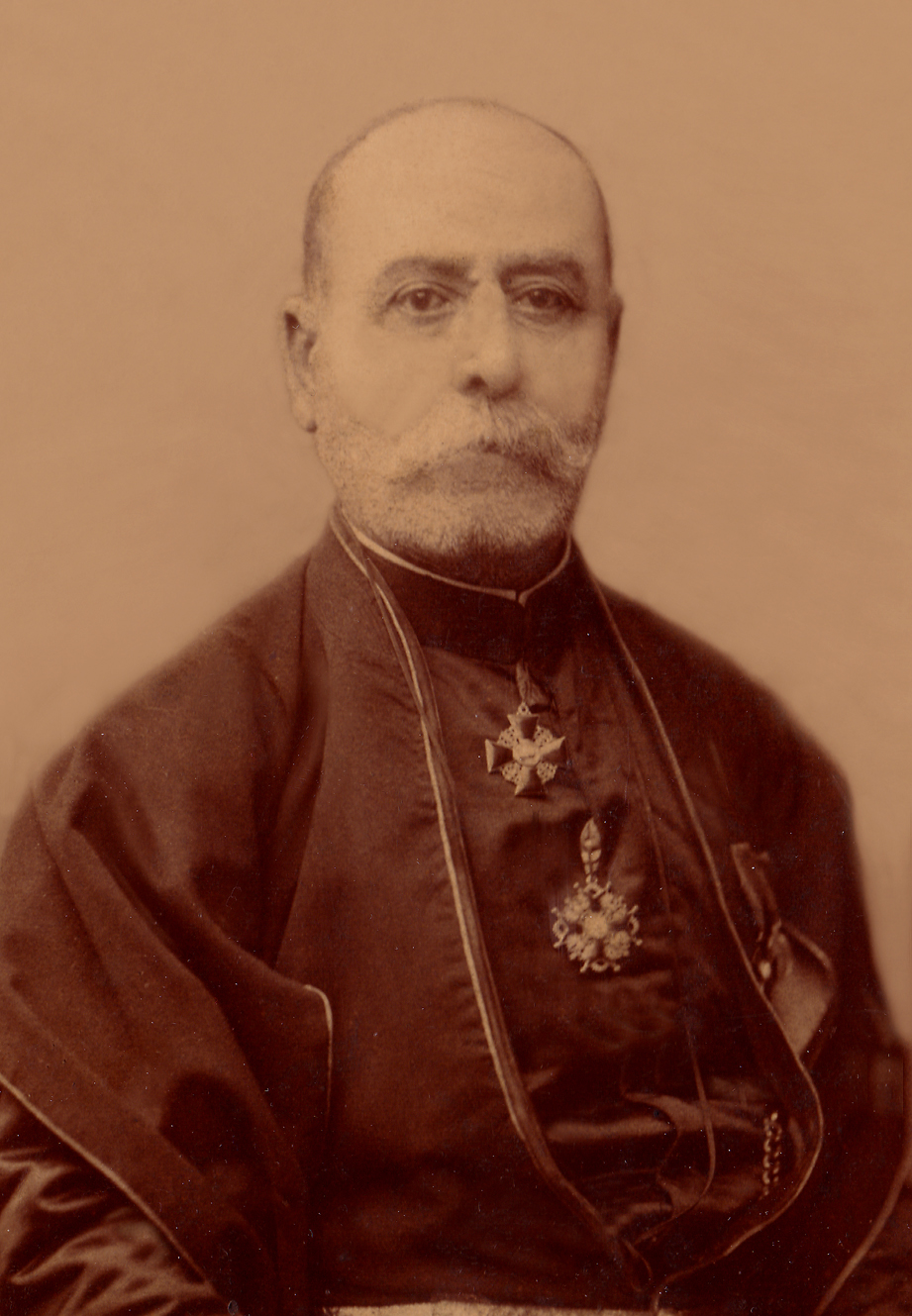
Гіоргі Картвелішвілі